# Verein für Bewegungsspiele Stuttgart 1893 2004-2005
Questa voce raccoglie le informazioni riguardanti il Verein für Bewegungsspiele Stuttgart 1893 nelle competizioni ufficiali della stagione 2004-2005.

## Stagione
Nella stagione 2004-2005 lo Stoccarda, allenato da Matthias Sammer, concluse il campionato di Bundesliga al 5º posto. In Coppa di Germania lo Stoccarda fu eliminato agli ottavi di finale dal Bayern Monaco. In Coppa di Lega lo Stoccarda fu eliminato in semifinale dal Werder Brema. In Coppa UEFA lo Stoccarda fu eliminato al terzo turno dal Parma.

## Rosa
| N. |                        | Ruolo | Calciatore        |
| -- | ---------------------- | ----- | ----------------- |
| 1  | Germania (bandiera)    | P     | Timo Hildebrand   |
| 2  | Germania (bandiera)    | D     | Andreas Hinkel    |
| 3  | Austria (bandiera)     | D     | Martin Stranzl    |
| 4  | Croazia (bandiera)     | D     | Boris Živković    |
| 5  | Germania (bandiera)    | D     | Markus Babbel     |
| 6  | Portogallo (bandiera)  | D     | Fernando Meira    |
| 7  | Germania (bandiera)    | C     | Silvio Meißner    |
| 8  | Croazia (bandiera)     | C     | Jurica Vranješ    |
| 9  | Svizzera (bandiera)    | A     | Marco Streller    |
| 10 | Bielorussia (bandiera) | C     | Aljaksandr Hleb   |
| 12 | Germania (bandiera)    | C     | Heiko Gerber      |
| 13 | Germania (bandiera)    | C     | Christian Tiffert |
| 15 | Brasile (bandiera)     | C     | Élson             |
| 16 | Germania (bandiera)    | C     | Horst Heldt       |

| N. |                     | Ruolo | Calciatore         |
| -- | ------------------- | ----- | ------------------ |
| 17 | Francia (bandiera)  | D     | Matthieu Delpierre |
| 18 | Germania (bandiera) | A     | Cacau              |
| 19 | Ungheria (bandiera) | A     | Imre Szabics       |
| 20 | Croazia (bandiera)  | C     | Zvonimir Soldo     |
| 21 | Germania (bandiera) | D     | Philipp Lahm       |
| 22 | Germania (bandiera) | A     | Kevin Kurányi      |
| 23 | Germania (bandiera) | P     | Dirk Heinen        |
| 26 | Germania (bandiera) | C     | Marco Caligiuri    |
| 29 | Germania (bandiera) | D     | Steffen Dangelmayr |
| 31 | Svizzera (bandiera) | P     | Diego Benaglio     |
| 33 | Germania (bandiera) | A     | Mario Gómez        |
| 37 | Bulgaria (bandiera) | C     | Ivan Stojanov      |
| 40 | Germania (bandiera) | C     | Christian Gentner  |
|    | Germania (bandiera) | D     | Heiko Butscher     |

## Organigramma societario
Area tecnica
- Allenatore:
- Allenatore in seconda: Krasimir Balăkov, Günther Schäfer
- Preparatore dei portieri: Jochen Rücker, Eberhard Trautner
- Preparatori atletici: Frank Haile, Christian Kolodziej, Gerhard Wörn

## Calciomercato

### Sessione estiva
| Acquisti | Acquisti           | Acquisti             | Acquisti |
| R.       | Nome               | da                   | Modalità |
| -------- | ------------------ | -------------------- | -------- |
| D        | Markus Babbel      | Blackburn            |          |
| D        | Matthieu Delpierre | Lilla                |          |
| C        | Christian Gentner  | Stoccarda (juniores) |          |
| D        | Martin Stranzl     | Monaco 1860          |          |

| Cessioni | Cessioni        | Cessioni              | Cessioni |
| R.       | Nome            | da                    | Modalità |
| -------- | --------------- | --------------------- | -------- |
| C        | Tobias Rathgeb  | San Gallo             |          |
| D        | Bordon          | Schalke 04            |          |
| D        | Markus Husterer | Eintracht Francoforte |          |
| C        | Michael Mutzel  | Karlsruhe             |          |
| D        | Rui Marques     | Marítimo              |          |

### Sessione invernale
| Acquisti | Acquisti | Acquisti  | Acquisti |
| R.       | Nome     | da        | Modalità |
| -------- | -------- | --------- | -------- |
| C        | Élson    | Palmeiras |          |

| Cessioni | Cessioni          | Cessioni        | Cessioni |
| R.       | Nome              | da              | Modalità |
| -------- | ----------------- | --------------- | -------- |
| C        | Hakan Yakın       | Galatasaray     |          |
| C        | Emanuel Centurión | Vélez Sarsfield |          |

## Risultati

### Bundesliga

#### Girone di andata
| Arbitro: | Meyer |

|                                 |           |                      |
| Cacau 20’, 30’, 78’ Meißner 51’ | Marcatori | 48’ Babatz 75’ Bódog |

| Arbitro: | Kemmling |

|             |           |          |
| Banović 15’ | Marcatori | 7’ Cacau |

| Arbitro: | Wack |

|                       |           |                       |
| Seitz 35’ Jancker 38’ | Marcatori | 31’, 53’, 80’ Kurányi |

| Arbitro: | Wagner |

|                         |           |  |
| Meißner 16’ Szabics 90’ | Marcatori |  |

| Berlino 19 settembre 2004, ore 17:30 CEST 5ª giornata | Hertha Berlino | 0 – 0 referto | Stoccarda | Stadio Olimpico (45 349 spett.)\| Arbitro: \| Jansen \| |
| Arbitro:                                              | Jansen         |               |           |                                                         |

| Arbitro: | Stark |

|                                         |           |  |
| Lahm 12’ Stranzl 42’ Meißner 90’ (rig.) | Marcatori |  |

| Arbitro: | Trautmann |

|  |           |                      |
|  | Marcatori | 43’ Babbel 90’ Cacau |

| Arbitro: | Meyer |

|                      |           |  |
| Hinkel 53’ Cacau 69’ | Marcatori |  |

| Arbitro: | Merk |

|                            |           |  |
| Iashvili 35’ Coulibaly 90’ | Marcatori |  |

| Arbitro: | Gräfe |

|               |           |                      |
| Delpierre 45’ | Marcatori | 78’ Klose 81’ Valdez |

| Arbitro: | Wack |

|                                       |           |                       |
| Ailton 1’ K'obiashvili 2’ Lincoln 24’ | Marcatori | 30’ Soldo 32’ Szabics |

| Arbitro: | Weiner |

|                                                   |           |  |
| Meißner 6’ Kurányi 38’ Cacau 56’ Heldt 80’ (rig.) | Marcatori |  |

| Arbitro: | Stark |

|                             |           |  |
| Brdarić 42’ Petrov 69’, 76’ | Marcatori |  |

| Arbitro: | Fleischer |

|             |           |  |
| Kurányi 56’ | Marcatori |  |

| Hannover 28 novembre 2004, ore 17:30 CET 15ª giornata | Hannover 96 | 0 – 0 referto | Stoccarda | AWD-Arena (33 598 spett.)\| Arbitro: \| Merk \| |
| Arbitro:                                              | Merk        |               |           |                                                 |

| Arbitro: | Keßler |

|                                                       |           |                      |
| Kalla 5’ (aut.) Kurányi 23’, 81’ Hleb 69’ Meißner 75’ | Marcatori | 33’ Edu 59’ Maltritz |

| Arbitro: | Fandel |

|                          |           |                         |
| Pizarro 68’ Guerrero 88’ | Marcatori | 29’ Meißner 65’ Kurányi |

#### Girone di ritorno
| Arbitro: | Weiner |

|                        |           |                                     |
| Gerber 13’ Teinert 90’ | Marcatori | 50’ (aut.) Wache 54’ Hleb 66’ Cacau |

| Arbitro: | Gagelmann |

|                       |           |                                       |
| Meira 52’ Szabics 70’ | Marcatori | 6’ Müller 11’, 85’ Schroth 83’ Mintál |

| Arbitro: | Wagner |

|             |           |                |
| Kurányi 15’ | Marcatori | 61’ Engelhardt |

| Arbitro: | Kemmling |

|                         |           |             |
| Barbarez 17’ Buyten 54’ | Marcatori | 15’ Szabics |

| Arbitro: | Stark |

|           |           |  |
| Cacau 10’ | Marcatori |  |

| Arbitro: | Wack |

|              |           |                  |
| Berbatov 80’ | Marcatori | 89’ (rig.) Cacau |

| Arbitro: | Wagner |

|                     |           |                   |
| Soldo 47’ Cacau 74’ | Marcatori | 76’ (rig.) Boakye |

| Arbitro: | Meyer |

|  |           |                         |
|  | Marcatori | 43’, 90’ (rig.) Meißner |

| Arbitro: | Fandel |

|            |           |  |
| Babbel 20’ | Marcatori |  |

| Arbitro: | Merk |

|             |           |                         |
| Klasnić 52’ | Marcatori | 48’ Meißner 87’ Tiffert |

| Arbitro: | Stark |

|                       |           |  |
| Kurányi 15’, 47’, 63’ | Marcatori |  |

| Arbitro: | Kinhöfer |

|                       |           |           |
| Allbäck 39’ Prica 74’ | Marcatori | 46’ Cacau |

| Stoccarda 23 aprile 2005, ore 15:30 CEST 30ª giornata | Stoccarda | 0 – 0 referto | Wolfsburg | Gottlieb-Daimler-Stadion (45 000 spett.)\| Arbitro: \| Wagner \| |
| Arbitro:                                              | Wagner    |               |           |                                                                  |

| Arbitro: | Meyer |

|                          |           |  |
| Neuville 16’ Svěrkoš 42’ | Marcatori |  |

| Arbitro: | Brych |

|             |           |  |
| Kurányi 88’ | Marcatori |  |

| Arbitro: | Weiner |

|                           |           |  |
| Misimović 61’ Lokvenc 72’ | Marcatori |  |

| Arbitro: | Fandel |

|             |           |                                         |
| Szabics 88’ | Marcatori | 27’ Ballack 30’ Salihamidžić 70’ Makaay |

### Coppa di Germania
| Arbitro: | Scheppe |

|  |           |                                                                |
|  | Marcatori | 23’ Cacau 31’ Soldo 32’ Hleb 42’, 70’ Kurányi 81’ (rig.) Heldt |

| Arbitro: | Welz |

|  |           |                    |
|  | Marcatori | 54’ Cacau 57’ Hleb |

| Arbitro: | Meyer |

|                                       |           |  |
| Hargreaves 35’ Ballack 69’ Makaay 79’ | Marcatori |  |

### Coppa di Lega
| Arbitro: | Gagelmann |

|                           |           |  |
| Cacau 5’, 34’ Szabics 84’ | Marcatori |  |

| Arbitro: | Fleischer |

|                        |           |  |
| Klasnić 30’ Valdez 86’ | Marcatori |  |

### Coppa UEFA
| Arbitro: | Vink |

|          |           |                            |
| Nagy 63’ | Marcatori | 25’, 90’ Cacau 30’ Kurányi |

| Arbitro: | Styles |

|                                            |           |  |
| Hinkel 14’ Cacau 57’, 62’ Heldt 58’ (rig.) | Marcatori |  |

| Arbitro: | Bennett |

|             |           |                                                |
| Romaric 87’ | Marcatori | 9’, 54’ Cacau 41’ Kurányi 77’ Lahm 90’ Szabics |

| Arbitro: | Layec |

|                                   |           |  |
| Cacau 30’ Meißner 52’ Kurányi 72’ | Marcatori |  |

| Arbitro: | Beneš |

|              |           |  |
| Yıldırım 65’ | Marcatori |  |

| Arbitro: | González |

|                       |           |             |
| Tiffert 15’ Meira 74’ | Marcatori | 66’ Bošnjak |

| Parma 16 febbraio 2005, ore 20:30 CET Terzo turno | Parma    | 0 – 0 referto | Stoccarda | Ennio Tardini (5 486 spett.)\| Arbitro: \| Allaerts \| |
| Arbitro:                                          | Allaerts |               |           |                                                        |

| Arbitro: | Clark |

|  |           |                            |
|  | Marcatori | 98’ Marchionni 116’ Pisanu |

## Statistiche

### Statistiche di squadra
| Competizione      | Punti | In casa | In casa | In casa | In casa | In casa | In casa | In trasferta | In trasferta | In trasferta | In trasferta | In trasferta | In trasferta | Totale | Totale | Totale | Totale | Totale | Totale | DR  |
| Competizione      | Punti | G       | V       | N       | P       | Gf      | Gs      | G            | V            | N            | P            | Gf           | Gs           | G      | V      | N      | P      | Gf     | Gs     | DR  |
| ----------------- | ----- | ------- | ------- | ------- | ------- | ------- | ------- | ------------ | ------------ | ------------ | ------------ | ------------ | ------------ | ------ | ------ | ------ | ------ | ------ | ------ | --- |
| Bundesliga        | 58    | 17      | 12      | 2       | 3       | 34      | 15      | 17           | 5            | 5            | 7            | 20           | 25           | 34     | 17     | 7      | 10     | 54     | 40     | +14 |
| Coppa di Germania | -     | 0       | 0       | 0       | 0       | 0       | 0       | 3            | 2            | 0            | 1            | 8            | 3            | 3      | 2      | 0      | 1      | 8      | 3      | +5  |
| Coppa di Lega     | -     | 1       | 1       | 0       | 0       | 3       | 0       | 1            | 0            | 0            | 1            | 0            | 2            | 2      | 1      | 0      | 1      | 3      | 2      | +1  |
| Coppa UEFA        | -     | 4       | 3       | 0       | 1       | 9       | 3       | 4            | 2            | 1            | 1            | 8            | 3            | 8      | 5      | 1      | 2      | 17     | 6      | +11 |
| Totale            | 58    | 22      | 16      | 2       | 4       | 46      | 18      | 25           | 9            | 6            | 10           | 36           | 33           | 47     | 25     | 8      | 14     | 82     | 51     | +31 |

### Andamento in campionato
| Giornata  | 1 | 2 | 3 | 4 | 5 | 6 | 7 | 8 | 9 | 10 | 11 | 12 | 13 | 14 | 15 | 16 | 17 | 18 | 19 | 20 | 21 | 22 | 23 | 24 | 25 | 26 | 27 | 28 | 29 | 30 | 31 | 32 | 33 | 34 |
| --------- | - | - | - | - | - | - | - | - | - | -- | -- | -- | -- | -- | -- | -- | -- | -- | -- | -- | -- | -- | -- | -- | -- | -- | -- | -- | -- | -- | -- | -- | -- | -- |
| Luogo     | C | T | T | C | T | C | T | C | T | C  | T  | C  | T  | C  | T  | C  | T  | T  | C  | C  | T  | C  | T  | C  | T  | C  | T  | C  | T  | C  | T  | C  | T  | C  |
| Risultato | V | N | V | V | N | V | V | V | P | P  | P  | V  | P  | V  | N  | V  | N  | V  | P  | N  | P  | V  | N  | V  | V  | V  | V  | V  | P  | N  | P  | V  | P  | P  |
| Posizione | 1 | 2 | 2 | 1 | 2 | 2 | 2 | 1 | 2 | 2  | 3  | 3  | 4  | 4  | 3  | 3  | 3  | 3  | 3  | 3  | 5  | 5  | 6  | 4  | 3  | 3  | 3  | 3  | 3  | 3  | 3  | 3  | 3  | 5  |

Legenda:

Luogo: C = Casa; T = Trasferta. Risultato: V = Vittoria; N = Pareggio; P = Sconfitta.

### Statistiche dei giocatori
| Giocatore     | Bundesliga | Bundesliga | Bundesliga  | Bundesliga | Coppa di Germania | Coppa di Germania | Coppa di Germania | Coppa di Germania | Coppa di Lega | Coppa di Lega | Coppa di Lega | Coppa di Lega | Coppa UEFA | Coppa UEFA | Coppa UEFA  | Coppa UEFA | Totale   | Totale | Totale      | Totale     |
| Giocatore     | Presenze   | Reti       | Ammonizioni | Espulsioni | Presenze          | Reti              | Ammonizioni       | Espulsioni        | Presenze      | Reti          | Ammonizioni   | Espulsioni    | Presenze   | Reti       | Ammonizioni | Espulsioni | Presenze | Reti   | Ammonizioni | Espulsioni |
| ------------- | ---------- | ---------- | ----------- | ---------- | ----------------- | ----------------- | ----------------- | ----------------- | ------------- | ------------- | ------------- | ------------- | ---------- | ---------- | ----------- | ---------- | -------- | ------ | ----------- | ---------- |
| M. Babbel     | 32         | 2          | 7           | 0          | 3                 | 0                 | 0                 | 0                 | 1             | 0             | 1             | 0             | 8          | 0          | 2           | 0          | 44       | 2      | 10          | 0          |
| D. Benaglio   | 0          | 0          | 0           | 0          | 0                 | 0                 | 0                 | 0                 | 0             | 0             | 0             | 0             | 0          | 0          | 0           | 0          | 0        | 0      | 0           | 0          |
| H. Butscher   | 0          | 0          | 0           | 0          | 0                 | 0                 | 0                 | 0                 | 0             | 0             | 0             | 0             | 0          | 0          | 0           | 0          | 0        | 0      | 0           | 0          |
| C. Cacau      | 32         | 12         | 7           | 1          | 3                 | 2                 | 0                 | 0                 | 2             | 2             | 0             | 0             | 8          | 7          | 1           | 0          | 45       | 23     | 8           | 1          |
| M. Caligiuri  | 0          | 0          | 0           | 0          | 0                 | 0                 | 0                 | 0                 | 0             | 0             | 0             | 0             | 0          | 0          | 0           | 0          | 0        | 0      | 0           | 0          |
| E. Centurión  | 1          | 0          | 0           | 0          | 0                 | 0                 | 0                 | 0                 | 0             | 0             | 0             | 0             | 0          | 0          | 0           | 0          | 1        | 0      | 0           | 0          |
| S. Dangelmayr | 0          | 0          | 0           | 0          | 0                 | 0                 | 0                 | 0                 | 0             | 0             | 0             | 0             | 0          | 0          | 0           | 0          | 0        | 0      | 0           | 0          |
| M. Delpierre  | 10         | 1          | 1           | 0          | 1                 | 0                 | 1                 | 0                 | 0             | 0             | 0             | 0             | 4          | 0          | 0           | 0          | 15       | 1      | 2           | 0          |
| C. Gentner    | 1          | 0          | 0           | 0          | 0                 | 0                 | 0                 | 0                 | 0             | 0             | 0             | 0             | 1          | 0          | 0           | 0          | 2        | 0      | 0           | 0          |
| H. Gerber     | 11         | 0          | 3           | 0          | 1                 | 0                 | 0                 | 0                 | 1             | 0             | 1             | 0             | 1          | 0          | 0           | 0          | 14       | 0      | 4           | 0          |
| M. Gómez      | 8          | 0          | 1           | 0          | 1                 | 0                 | 0                 | 0                 | 0             | 0             | 0             | 0             | 1          | 0          | 0           | 0          | 10       | 0      | 1           | 0          |
| D. Heinen     | 0          | 0          | 0           | 0          | 0                 | 0                 | 0                 | 0                 | 0             | 0             | 0             | 0             | 1          | 0          | 0           | 0          | 1        | 0      | 0           | 0          |
| H. Heldt      | 19         | 1          | 1           | 0          | 2                 | 1                 | 0                 | 0                 | 2             | 0             | 1             | 0             | 7          | 1          | 1           | 0          | 30       | 3      | 3           | 0          |
| T. Hildebrand | 34         | 0          | 0           | 0          | 3                 | 0                 | 0                 | 0                 | 2             | 0             | 0             | 0             | 7          | 0          | 0           | 0          | 46       | 0      | 0           | 0          |
| A. Hinkel     | 29         | 1          | 5           | 0          | 2                 | 0                 | 0                 | 0                 | 2             | 0             | 0             | 0             | 6          | 1          | 0           | 0          | 39       | 2      | 5           | 0          |
| A. Hleb       | 34         | 2          | 4           | 0          | 3                 | 2                 | 0                 | 0                 | 2             | 0             | 0             | 0             | 8          | 0          | 0           | 0          | 47       | 4      | 4           | 0          |
| K. Kurányi    | 29         | 13         | 7           | 0          | 2                 | 2                 | 1                 | 0                 | 2             | 0             | 0             | 0             | 6          | 3          | 0           | 0          | 39       | 18     | 8           | 0          |
| P. Lahm       | 22         | 1          | 2           | 0          | 2                 | 0                 | 2                 | 0                 | 1             | 0             | 0             | 0             | 6          | 1          | 0           | 0          | 31       | 2      | 4           | 0          |
| F. Meira      | 16         | 1          | 0           | 2          | 1                 | 0                 | 0                 | 0                 | 2             | 0             | 0             | 0             | 3          | 1          | 1           | 0          | 22       | 2      | 1           | 2          |
| S. Meißner    | 28         | 9          | 10          | 0          | 2                 | 0                 | 0                 | 0                 | 2             | 0             | 0             | 0             | 7          | 1          | 3           | 0          | 39       | 10     | 13          | 0          |
| T. Rathgeb    | 0          | 0          | 0           | 0          | 0                 | 0                 | 0                 | 0                 | 0             | 0             | 0             | 0             | 0          | 0          | 0           | 0          | 0        | 0      | 0           | 0          |
| Z. Soldo      | 32         | 2          | 9           | 0          | 3                 | 1                 | 0                 | 0                 | 2             | 0             | 0             | 0             | 7          | 0          | 1           | 0          | 44       | 3      | 10          | 0          |
| I. Stojanov   | 0          | 0          | 0           | 0          | 0                 | 0                 | 0                 | 0                 | 0             | 0             | 0             | 0             | 0          | 0          | 0           | 0          | 0        | 0      | 0           | 0          |
| M. Stranzl    | 29         | 1          | 6           | 1          | 3                 | 0                 | 0                 | 0                 | 2             | 0             | 0             | 0             | 7          | 0          | 0           | 0          | 41       | 1      | 6           | 1          |
| M. Streller   | 8          | 0          | 0           | 0          | 0                 | 0                 | 0                 | 0                 | 0             | 0             | 0             | 0             | 1          | 0          | 0           | 0          | 9        | 0      | 0           | 0          |
| I. Szabics    | 23         | 5          | 1           | 0          | 3                 | 0                 | 0                 | 0                 | 2             | 1             | 0             | 0             | 7          | 1          | 0           | 0          | 35       | 7      | 1           | 0          |
| C. Tiffert    | 30         | 1          | 5           | 0          | 2                 | 0                 | 0                 | 0                 | 1             | 0             | 0             | 0             | 8          | 1          | 0           | 0          | 41       | 2      | 5           | 0          |
| J. Vranješ    | 17         | 0          | 2           | 0          | 2                 | 0                 | 0                 | 0                 | 1             | 0             | 0             | 0             | 3          | 0          | 0           | 0          | 23       | 0      | 2           | 0          |
| H. Yakın      | 1          | 0          | 0           | 0          | 1                 | 0                 | 0                 | 0                 | 1             | 0             | 0             | 0             | 0          | 0          | 0           | 0          | 3        | 0      | 0           | 0          |
| É. Élson      | 3          | 0          | 0           | 0          | 0                 | 0                 | 0                 | 0                 | 0             | 0             | 0             | 0             | 0          | 0          | 0           | 0          | 3        | 0      | 0           | 0          |
| B. Živković   | 11         | 0          | 2           | 1          | 0                 | 0                 | 0                 | 0                 | 0             | 0             | 0             | 0             | 2          | 0          | 0           | 0          | 13       | 0      | 2           | 1          |